# Суходільні черепахи
Суходільні черепахи (Testudinidae) — родина черепах, що об'єднує 16 родів та 58 видів. Деякі вчені зараховують цих черепах до окремої надродини Testudinoidea загону черепах Cryptodira. До її складу входить близько 40 видів теплолюбних тварин, які віддають перевагу сухим ділянкам саванного типу і пустель. Найбільшим представником цієї родини була вимерла Testudo atlas, яка була 2,2 м завдовжки. Сімейство включає види, що зустрічаються в Америці, Африці та Євразії.

## Опис
Загальний розмір у різних родів та видів цієї родини коливається від 7 см до 1,30 м. Значній кількості видів притаманний статевий диморфізм. Жива вага рептилії сягає 250 кг.,а деяких винятках може становити 400 кг. Голова зверху вкрита великими симетричними щитками. Панцир опуклий, задні ноги товсті, стовпоподібні. Представники цієї родини наділені міцним кістковим панциром, який вкрито товстими роговими щитками з чіткими концентричними шарами на поверхні. Невральні кісткові пластинки, що розташовані посередині спини, мають 6-ти або поперемінно 4 і 8-кутну форму. Зазвичай у них є 2 метаневральні пластинки. Крайових (маргінальних) щитків — 11 пар, рідше 12. З додаткових інфрамарганальних щитків можуть бути тільки пахвовий й паховий. Пластрон міцно з'єднаний з карапаксом кістковим швом. На кожному пальці не більше двох фаланг. Вони зрощені і тільки кігті залишаються вільними; плавальних перетинок немає.

## Спосіб життя
Це суто наземні, суходільні черепахи. Віддають перевагу степам, саванам, чагарникам, пустелям, напівпустелям. Водночас є роди, що мешкають у вологих тропічних лісах. Досить повільні, швидкість становить до 0,27 км на годину, при небезпеці ховають голову під панцир. Здебільшого травоїдні, інколи можуть вживати хробаків та личинки комах.
Відкладають до 30 яєць. У деяких видів самиці можуть робити декілька кладок за сезон. Молоді черепашенята з'являються через 60—120 днів.
Тривалість життя коливається від 50 до 100 років, зафіксовані деякі випадки, коли ці черепахи досягали 150-річного віку.
Здебільшого вони харчуються різноманітними рослинами, включаючи квіти, соковиті фрукти і навіть кактуси. Вони також їдять дрібних тварин, таких як дощові черв’яки, равлики, комахи, а іноді і падаль.

## Розповсюдження
Мешкають у Північній та Південній Америці, Європі, Африці, Азії, на острові Мадагаскар, Галапагоських й Сейшельських островах.

## Роди
- Aldabrachelys (Альдабрська черепаха)
- Astrochelys (Мадагаскарські черепахи)
- Chelonoidis (Американські сухопутні черепахи)
- Chersina (Південноафриканські черепахи)
- †Cylindraspis (Маскаренські черепахи)
- Geochelone (Звичайні сухопутні черепахи)
- Gopherus (Гофери)
- Homopus (Капські черепахи)
- Indotestudo (Індійські сухопутні черепахи)
- Kinixys (Цинікса)
- Malacochersus (Еластичні черепахи)
- Manouria (Азійські сухопутні черепахи)
- Psammobates (Африканські зірчасті черепахи)
- Pyxis (Павукові черепахи)
- Stigmochelys (Леопардові черепахи)
- Testudo (Європейські сухопутні черепахи)